# Calle 116 (línea de la Avenida Lenox)
La Calle 116 es una estación en la línea de la Avenida Lenox del metro de la ciudad de Nueva York. Localizada en la intersección de la Calle 116 y la Avenida Lenox en Harlem, es utilizada por los trenes de los servicios 2 y 3.
La estación tiene varios mosaicos sobre la historia de Harlem y sobre la historia de los afroamericanos. Fue completamente renovada como parte del proyecto de reconstrucción de la línea de la Avenida Lenox en 1998. La caseta de control está en el nivel de la plataforma, y actualmente no hay ninguna conexión de agujas entre las partes laterales de la estación. Durante la reconstrucción se cambiaron todos los mosaicos y también se cambió el mosaico del nombre de la estación a  "116". 
Las piezas de arte localizadas en esta estación se llaman Harlem Timeline o cronología de Harlem (Willie Birch, 1995) y Minton's Playhouse/Movers and Shakers (Vincent Smith, 1999).

## Conexiones de autobuses
- M7
- M18
- M102
- M116